# Mikia patellipalpis
Mikia patellipalpis är en tvåvingeart som först beskrevs av Louis-Paul Mesnil 1953.  Mikia patellipalpis ingår i släktet Mikia och familjen parasitflugor. Inga underarter finns listade i Catalogue of Life.